# Christina Otzen
Christina Otzen, född den 4 oktober 1975 i Gentofte i Danmark, är en dansk seglare.
Hon tog OS-brons i yngling i samband med de olympiska seglingstävlingarna 2004 i Aten.